# Jolanta Ogar
Jolanta Ogar-Hill, née le 28 avril 1982 à Brzesko en Pologne, est une skipper autrichienne et polonaise qui s'est spécialisée dans la discipline du 470. A ce titre elle participe aux Jeux olympiques sous les couleurs de deux pays différents, en 2012 pour la Pologne et en 2016 pour l'Autriche.

## Palmarès
Jolanta Ogar pratique la discipline du 470 et change de nationalité sportive au cours de sa carrière. Elle se classe 12e aux Jeux olympiques de 2012 sous les couleurs polonaises puis elle navigue pour l'Autriche de 2013 à 2016. Durant cette période, elle est championne du monde de 470 en 2014 et 2015 et championne d'Europe en 2014 et 2016. Elle participe aux JO 2016 en tant qu'autrichienne et se classe 9e. En 2017, elle redevient polonaise et obtient une médaille de bronze aux championnats d'Europe.

## Vie privée
Elle est en couple avec la réalisatrice britannico-espagnole Chuchie Hill.